# Grendelbruch
Grendelbruch (en alsacià Grandelbrüech) és un municipi francès, situat a la regió del Gran Est, al departament del Baix Rin. L'any 1999 tenia 1.127 habitants. Limita amb Bœrsch, Mollkirch, Rosheim, Muhlbach-sur-Bruche, Barembach, Natzwiller i Russ.
Forma part del cantó de Molsheim, del districte de Molsheim i de la Comunitat de comunes de les Portes de Rosheim.

## Demografia
| 1962  | 1968  | 1975  | 1982 | 1990 | 1999  |
| ----- | ----- | ----- | ---- | ---- | ----- |
| 1.017 | 1.062 | 1.004 | 953  | 918  | 1.127 |

## Administració
| Període   | Identitat          | Partit |
| --------- | ------------------ | ------ |
| 1971-1977 | Auguste Remy       |        |
| 1977-1983 | Pierre Schoefter   |        |
| 1983-1989 | Jean-Michel Wagner |        |
| 1989-1995 | Max Berg           |        |
| 1995-     | Philippe Kuntzmann |        |